# Banuayu (Kikim Selatan)
Banuayu is een bestuurslaag in het regentschap Lahat van de provincie Zuid-Sumatra, Indonesië. Banuayu telt 1207 inwoners (volkstelling 2010).